# Chimney Rock (Nebraska)
Pour les articles homonymes, voir Chimney Rock et Rock.
Chimney Rock (en français : « le rocher cheminée ») est une colonne rocheuse qui se dresse au-dessus de la plaine de l'ouest du Nebraska, entre les villes de Scottsbluff et de Bridgeport, sur la rive droite de la rivière North Platte. Elle est restée célèbre dans l'histoire de la conquête de l'Ouest.
La colline et son aiguille rocheuse ont une hauteur totale de 196 m.

## Morphologie
Cette aiguille rocheuse de 46 m de haut est placée sur une élévation conique dominant d'environ 150 m la plaine environnante. Ce type morphologique s'apparente à l'inselberg, bien qu'il ne soit pas question ici de climat tropical mais d'un climat semi-désertique. Il s'agit d'un relief modelé par l'érosion, isolé et s'élevant au-dessus d'une pénéplaine, le contact se faisant par une rupture de pente bien nette. Cette cheminée de roche dure est liée à l'érosion différentielle qui a dégagé les éléments tendres.
Ce relief atteste l'ancienne surface de pénéplaine qui est développée au-dessus du niveau de la plaine actuelle. À l'époque tertiaire, le climat était franchement désertique, ce qui explique la présence d'éboulis masquant la base de l'inselberg ; ceux-ci proviennent en effet de la chute des roches due à des phénomènes érosifs liés à la gélifraction.

## Histoire
Située à 100 mètres de la rivière North Platte, sur sa rive droite, Chimney Rock servait de point de repère aux pionniers empruntant la piste de l'Oregon.
Venant du Mississippi, les pionniers voyageaient en convoi de chariots et remontaient la rivière pour atteindre le South Pass puis rejoindre la vallée de la Snake en passant par la Bear River. Chimney Rock était alors un point de repère sur leur route, à mi-chemin de leur parcours.